# تپه پنج چاهی
تپه پنج چاهی مربوط به عصر برنز جدید است و در شهرستان دورود، بخش سیلاخور، روستای زرگران واقع شده و این اثر در تاریخ ۱۲ بهمن ۱۳۸۱ با شمارهٔ ثبت ۷۱۵۰ به‌عنوان یکی از آثار ملی ایران به ثبت رسیده است.